# برونو مارتلا
برونو مارتلا (انگلیسی: Bruno Martella؛ زادهٔ ۱۴ اوت ۱۹۹۲) بازیکن فوتبال اهل ایتالیا است.
از باشگاه‌هایی که در آن بازی کرده‌است می‌توان به باشگاه فوتبال پروجا، باشگاه فوتبال کروتونه، باشگاه فوتبال سمپدوریا، باشگاه فوتبال دلفینو پسکارا، و باشگاه فوتبال پیزا اشاره کرد.